# Hugli-Chunchura
Hugli-Chunchura (Bengalisch: হুগলি-চুঁচুড়া, Huglī-Cũcuṛā; anglisierend auch Hooghly-Chinsurah) ist eine Stadt im indischen Bundesstaat Westbengalen. Sie liegt am Hugli, etwa 40 Kilometer nördlich von Kolkata, und ist Sitz der Distriktsverwaltung des Distrikts Hugli. Die Einwohnerzahl betrug beim Zensus 2011 rund 180.000.

## Name der Stadt

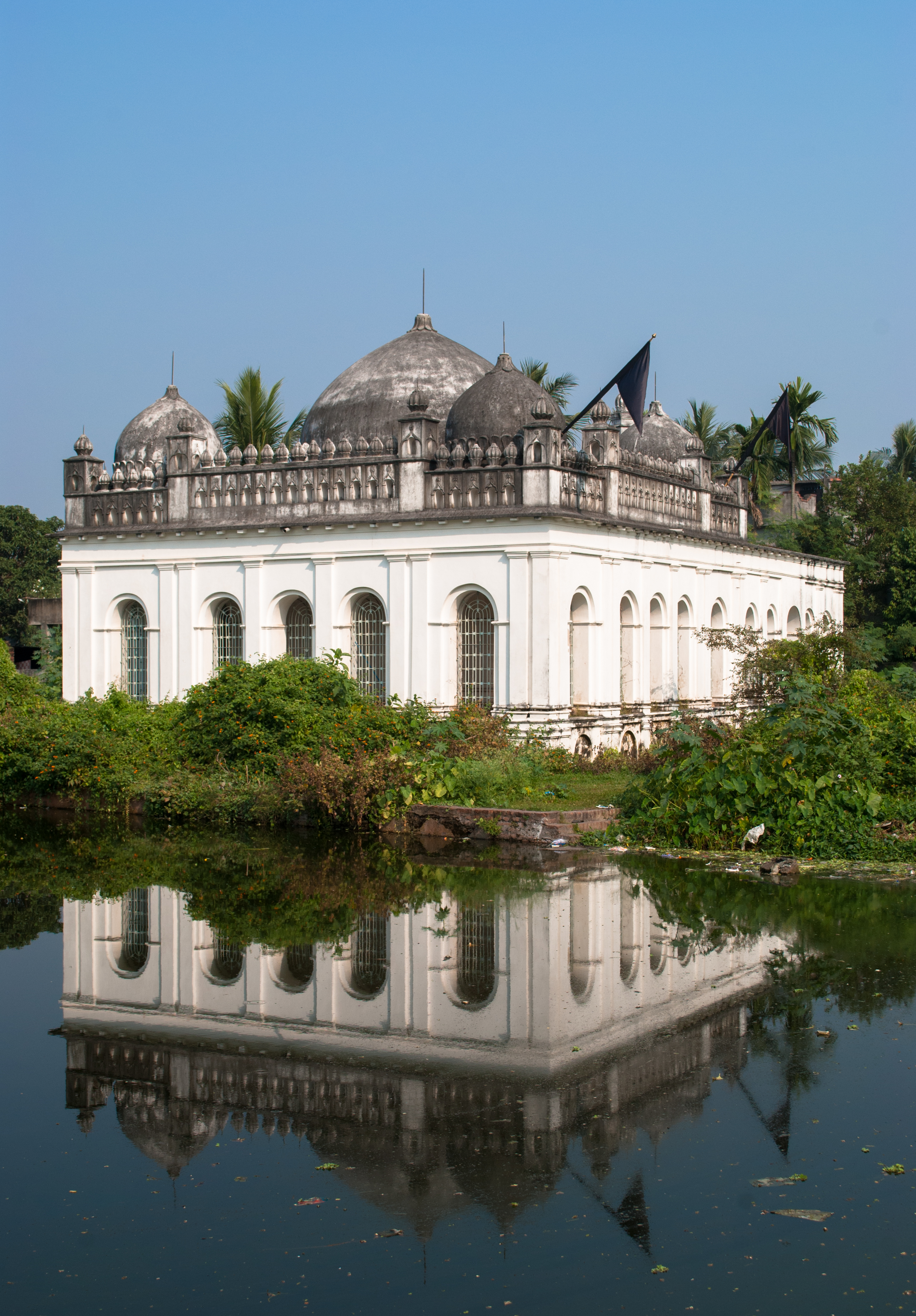
Mosque of Chinsura

Hugli-Chunchura wurde 1865 aus den beiden Orten Hugli und Chunchura zu einer Gemeinde vereinigt. 
Die Schreibweise des Ortsnamens in Lateinschrift variiert, was auf verschiedene historisch und phonologisch begründete Transkriptionen zurückzuführen ist. Es existieren unter anderem die Varianten Hooghly, Hugli, Hughli, Chinsura, Chunchura und Chinsurah sowie mehrere Kombinationen daraus.

## Geschichte

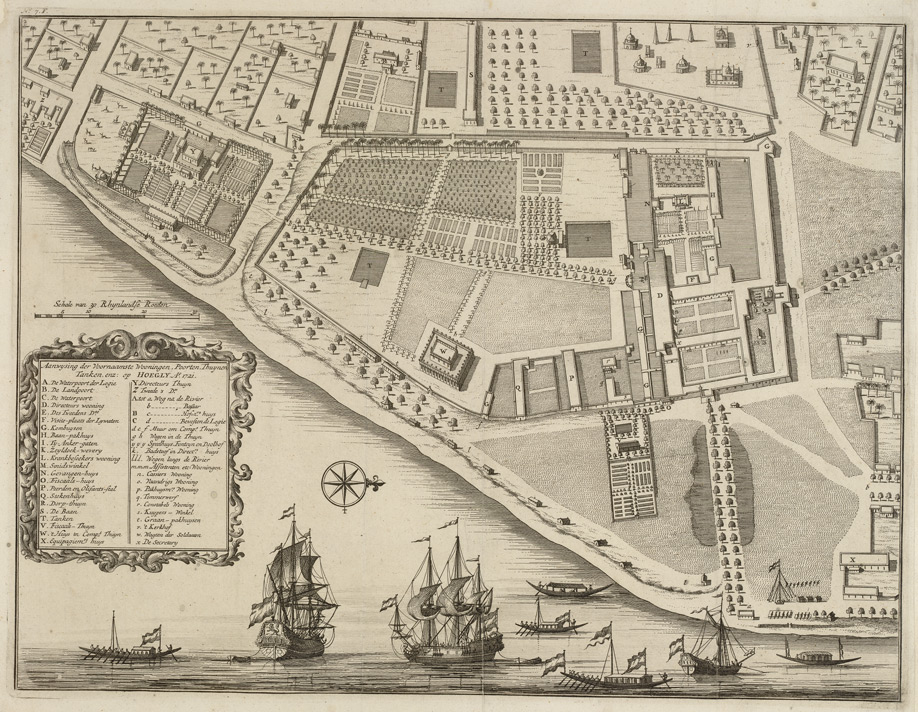
Plan der niederländischen Handelsniederlassung in Hugli-Chunchura (Gravur aus dem Jahr 1721)

Der Ort Hugli wurde 1579 als eine Handelsniederlassung der Portugiesen gegründet. Bis 1639 blieb es in portugiesischem Besitz. Die Niederländer errichteten 1656 in Chunchura eine Handelsniederlassung, da sie ihn ihrer bisherigen Hauptniederlassung in Kolkata gegenüber für vorzugswürdig hielten. 1759 wurden britische Soldaten unter Colonel Forde auf ihrem Marsch nach Chandannagar von der Garnison in Chunchura angegriffen, doch in weniger als einer halben Stunde wurden die Niederländer in die Flucht geschlagen. Während der Napoleonischen Kriege wurde die Siedlung 1795 von den Briten in Besitz genommen. Nach dem Friedensschluss von 1814 erhielten die Niederländer Chunchura zurück. 1825 wurde diese Besitzung im Rahmen der Abtretung der niederländischen Kolonien in Indien durch den König der Niederlande im Austausch für britische Besitzungen auf Sumatra bis zur Unabhängigkeit Indiens im Jahre 1947 in die Kolonie Britisch-Indien eingegliedert (siehe Britisch-Niederländischer Vertrag von 1824).

## Persönlichkeiten
- Adolph Freiherr von Danckelmann (1779–1820), deutscher Legationsrat und Abenteurer